# Лемер, Жак
Жак Жера́р Леме́р (фр. Jacques Gerard Lemaire; род. 7 сентября 1945, Ла-Саль, провинция Квебек, Канада) — бывший канадский профессиональный хоккеист и хоккейный тренер, известный по выступлениям за клуб НХЛ «Монреаль Канадиенс». Многократный обладатель Кубка Стэнли, член Зала хоккейной славы.

## Карьера хоккеиста
Жак Лемер, уроженец небольшого города в окрестностях Монреаля, начал карьеру в НХЛ в 1967 году, сразу после окончания эры «Оригинальной шестёрки». Все 12 лет, что форвард выступал в НХЛ, Лемер защищал цвета одной команды — «Монреаль Канадиенс»; в составе «Канадцев» Жак 8 раз завоёвывал Кубок Стэнли, дважды — в 1977 и 1979 годах — забивая решающие шайбы финальной серии, приносившие его команде победу в Кубке (Кроме него, за всю историю лиги подобное достижение удавалось всего 5 игрокам). Тройка Шатт — Лемер — Лафлёр, сложившаяся в 1972 году, была одной из ведущих сил второй династии «Канадиенс» — команды 4 года подряд, в 1976-79 годах, не уступавшей никому первенство в НХЛ.
Завершив карьеру в НХЛ, Жак Лемер уехал в Швейцарию, где 2 года был играющим тренером клуба «Сьерр».

## Карьера тренера
В Канаду Жак Лемер вернулся в 1982 году. Год спустя бывшего форварда пригласили в тренерский штаб «Канадиенс», где Лемер занял пост помощника главного тренера. Шанс попробовать себя в роли главного тренера Жаку предоставился уже в конце сезона, когда он сменил на тренерском мостике уволенного Боба Берри. Лемер довёл «Монреаль» до полуфинала Кубка Стэнли. В следующем сезоне «Канадиенс» заняли первое место в своём дивизионе, но в розыгрыше Кубка уступили уже во втором раунде и Жак Лемер был уволен.
С 1985 по 1993 год Жак Лемер работал помощником генерального менеджера «Канадиенс», прибавив к восьми кубкам в качестве игрока 2 в качестве члена тренерского штаба: в 1986 и 1993 годах. В 1993 году Жак Лемер вернулся к тренерской деятельности, возглавив «Нью-Джерси». «Девилз» в первый же сезон под руководством Лемера дошли до полуфинала Кубка, а сам тренер получил награду лучшему тренеру сезона — Джек Адамс Эворд. Следующий сезон стал для команды ещё более успешным: «Дьяволы» впервые в своей истории завоевали Кубок Стэнли, в финальной серии всухую — 4:0 — переиграв победителя Западной конференции «Детройт Ред Уингз». Развить успех, однако, команде из Нью-Джерси не удалось: в сезоне 1995-96 «Девилз» вообще не попали в розыгрыш Кубка. Следующие 2 сезона «Нью-Джерси» становился лучшим в своём дивизионе, но в Кубке Стэнли неизменно терпел поражения на ранней стадии и в конце концов Жак Лемер был отправлен в отставку.
На пост главного тренера клуба НХЛ Жак Лемер вернулся 2 года спустя: бывший одноклубник по «Монреаль Канадиенс» Даг Райзбро, генеральный менеджер новичка лиги, «Миннесоты Уайлд», предложил ему занять вакантное место главного тренера. Жак Лемер возглавлял тренерский штаб «Миннесоты» 9 лет. Самым успешным сезоном Лемера в «Уайлд» стал сезон 2002-03, когда «Дикари», впервые завоевав право сыграть в розыгрыше Кубка, дошли до полуфинала конференции; дважды по ходу турнира «Миннесоте» удавалось выигрывать серии, в которых они проигрывали 1:3 — впервые в истории лиги какая-либо команда смогла это сделать в течение одного розыгрыша. По итогам этого сезона Жак Лемер во второй раз был награждён Джек Адамс Трофи. Дальнейшие успехи «Дикарей» под руководством Лемера были гораздо менее скромными: команда либо вообще не попадала в Кубок Стэнли, либо не задерживалась в нём дольше одного раунда.
В 2009 году Жак Лемер вернулся на пост главного тренера «Нью-Джерси». «Девилз» под руководством Лемера уверенно выиграли первенство дивизиона, но в розыгрыше Кубка неожиданно уступили уже в первом раунде и Жак Лемер вновь ушёл в отставку. Единственным светлым моментом сезона для ветерана тренерского цеха стал хоккейный турнир Олимпийских игр в Ванкувере: Жак Лемер на этом турнире был помощником главного тренера сборной Канады Майка Бэбкока и помог своей сборной завоевать золотые олимпийские медали. По ходу сезона 2010-11 Жаку Лемеру ещё раз довелось встать на тренерский мостик «Нью-Джерси», заменив уволенного Джона Маклина. По окончании сезона Жак Лемер объявил о завершении тренерской карьеры. С 2011 года тренер-ветеран занимает в руководстве «Нью-Джерси» почётный пост тренера по специальным заданиям.

### Тренерский стиль Жака Лемера
На тренерском мостике Жак Лемер известен как тренер, в первую очередь уделяющий внимание обороне, основное кредо Лемера-тренера спортивные журналисты сформулировали так: «Защита — главное». Также изобретением Лемера считается стратегия «капканов в средней зоне», нацеленная в первую очередь на нейтрализацию атак соперника и эффективные контратаки. «Капканы» Лемера не раз подвергались критике как со стороны специалистов, так и со стороны игроков, упрекавших тренера в том, что подобная тактика лишает игру зрелищности. Заслуженность этих упрёков, однако, спорна: «Нью-Джерси» под руководством Жака Лемера входили в число самых забивающих команд, в сезоне 1993-94 забросив 306 шайб — второй по результативности результат сезона в лиге.
Также Жак Лемер считается одним из лучших тренеров-педагогов в лиге; отмечали, что он уделяет одинаково много времени как работе с новобранцами, так и с ветеранами.

## Достижения
- Как игрок

Обладатель Кубка Стэнли (8): 1968, 1969, 1971, 1973, 1976-79
Участник Матча всех звёзд (2): 1970, 1973
Член Зала хоккейной славы с 1984 года.
- Как тренер

Обладатель Кубка Стэнли: 1995
Обладатель Джек Адамс Эворд (2): 1994, 2003

## Интересные факты
- В НХЛ играл племянник Жака Лемера — вратарь Мэнни Фернандес. Из 15 сезонов, проведённых в НХЛ, семь Фернандес отыграл под руководством своего дяди в «Миннесоте».
- Хоккейная арена в родном городе Жака Лемера носит его имя.